# Joseph Buchberger
Joseph Buchberger, nekadašnji igrač Hajduka, prvi Hajdukov vratar u povijesti kluba. Imao je 16 nastupa a prvi mu je bio još na prvoj Hajdukovoj trening utakmici.
U prvoj Hajdukovoj utakmici koju je igrao protiv Calcia uz njega igrali su Namar, Zuppa, Fakač, Bonetti, Murat, Tudor, Šitić, Raunig, Lewaj i Nedoklan. 
Prema kroničaru Jurici Gizdiću na jednu svoju utakmicu došao je iz zatvora zato što je u splitskoj kavani Troccolli na slici kralju Ferdinandu iskopao oči; vlasti su ga ipak pustile da odigra utakmicu.